# 科里特尼亞尼
48°33′21″N 22°17′55″E / 48.55583°N 22.29861°E
科里特尼亞尼（烏克蘭語：Коритняни），是烏克蘭的村落，位於該國西部外喀爾巴阡州，由烏日霍羅德區負責管轄，始建於1315年，面積2.4平方公里，2001年人口1,596，人口密度每平方公里665人。